# Guerra civil etíope
La guerra civil etíope fue una guerra civil en Etiopía y la actual Eritrea, librada entre la junta militar etíope conocida como Derg y los rebeldes antigubernamentales etíopes-eritreos desde el 12 de septiembre de 1974 hasta el 28 de mayo de 1991.
El 12 de septiembre de 1974, el Derg derrocó al Imperio etíope y al emperador Haile Selassie en un golpe de Estado, lo que convirtió a Etiopía en un Estado marxista-leninista bajo una junta militar y un gobierno provisional. Varios grupos de oposición de afiliaciones ideológicas que iban desde comunistas hasta anticomunistas, a menudo provenientes de un contexto étnico específico, comenzaron a oponer resistencia armada al Derg, que contaba con el respaldo soviético, además de los separatistas eritreos que ya luchaban en la guerra de la Independencia de Eritrea.
El Derg utilizó campañas militares y el Qey Shibir (el terror rojo etíope) para reprimir a los rebeldes. A mediados de la década de 1980, varios problemas, como la hambruna de 1983-1985, el declive económico y otras secuelas de las políticas del Derg, asolaron Etiopía, lo que aumentó el apoyo popular a los rebeldes. El Derg se disolvió en 1987 y estableció la República Democrática Popular de Etiopía (PDRE) bajo el mando del Partido de los Trabajadores de Etiopía (WPE) en un intento de mantener su poder. La Unión Soviética comenzó a poner fin a su apoyo al PDRE a fines de la década de 1980 y el gobierno se vio abrumado por los grupos rebeldes cada vez más victoriosos. En mayo de 1991, el PDRE fue derrotado en Eritrea y el presidente Mengistu Haile Mariam huyó del país. La guerra civil etíope terminó el 28 de mayo de 1991 cuando el Frente Democrático Revolucionario del Pueblo Etíope (EPRDF), una coalición de grupos rebeldes étnicos de izquierda, entró en la capital, Adís Abeba. El PDRE se disolvió y fue reemplazado por el Gobierno de Transición de Etiopía dirigido por el Frente de Liberación Popular de Tigray.
La guerra civil etíope dejó al menos 1,4 millones de muertos, de los cuales un millón se debieron a la hambruna y el resto al combate y otros actos de violencia.

## Historia
A comienzos de la década de 1970 Etiopía era uno de los países más pobres y atrasados del mundo, como resultado del régimen semifeudal de Haile Selassie, que concentraba todo el poder en la figura del emperador, prohibiéndose la existencia de partidos políticos. Hacia 1974 el régimen enfrentaba un gran descontento público, agudizado por las derrotas militares a manos de guerrilleros eritreanos, y a raíz de una profunda hambruna en las provincias de Wolo y Tigray.

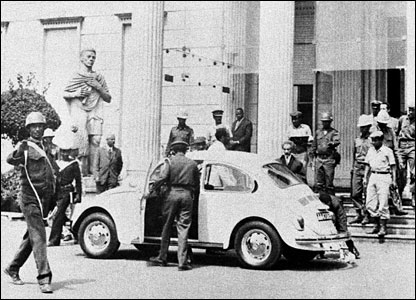
Deposición de Haile Selassie en el Palacio Nacional de Adís Abeba el 12 de septiembre de 1974

El descontento popular, promovido por grupos políticos de izquierda, llegó al Ejército, donde un grupo de oficiales de baja graduación lideró una revolución, que terminó con el derrocamiento del emperador  y su gobierno por medio de un golpe de Estado, el 12 de septiembre de 1974. Un comité no ideológico de oficiales de bajo rango y soldados rasos del Ejército etíope se convirtió en la junta militar gobernante. El 21 de marzo de 1975, el Derg abolió la monarquía y adoptó el marxismo-leninismo como ideología oficial, estableciéndose como un gobierno provisional para el proceso de construcción de un estado socialista en Etiopía. El príncipe heredero se exilió en Londres, donde vivían varios otros miembros de la dinastía salomónica, mientras que otros miembros que estaban en Etiopía en el momento de la revolución fueron encarcelados. Entre los detenidos se encontraban Haile Selassie, su hija de su primer matrimonio, la princesa Ijigayehu, su hermana Tenagnework y muchos de sus sobrinos, sobrinas, parientes cercanos y cuñados. El 27 de agosto de 1975, Haile Selassie murió en circunstancias misteriosas mientras se encontraba detenido en el Palacio Nacional en Adís Abeba. Ese año, el régimen del Derg nacionalizó la mayoría de las industrias y las propiedades inmobiliarias urbanas privadas. Todos los bienes de la antigua familia real fueron confiscados y nacionalizados en un programa diseñado para implementar la ideología estatal.

##### Terror rojo etíope
El Derg no logró establecer plenamente su control sobre el país, y el vacío de poder que siguió dio lugar a desafíos abiertos por parte de numerosos grupos civiles de la oposición. El gobierno etíope había estado luchando contra el separatismo eritreo en la Guerra de Independencia de Eritrea desde 1961, y ahora se enfrentaba a otros grupos rebeldes que iban desde la conservadora y promonárquica Unión Democrática Etíope (EDU), hasta el rival marxista-leninista Partido Revolucionario del Pueblo Etíope (EPRP), y el étnico Frente de Liberación del Pueblo Tigray (TPLF). En 1976, el Derg instigó el Qey Shibir (Terror Rojo Etíope), una campaña de violenta represión política dirigida principalmente contra el EPRP y más tarde contra el Movimiento Socialista de toda Etiopía (MEISON), en un intento de consolidar su poder. El conflicto de Qey Shibir se intensificó el 3 de febrero de 1977 tras el nombramiento de Mengistu Haile Mariam como presidente del Derg, que adoptó una postura de línea dura contra los opositores. La guerra de guerrillas urbana contó con tácticas brutales empleadas por todos los bandos, incluidas ejecuciones sumarias, asesinatos, torturas y encarcelamientos sin juicio. En agosto de 1977, el EPRP y el MEISON estaban devastados, con sus dirigentes muertos o huyendo al campo para continuar sus actividades en las zonas de su bastión, pero a pesar de ello, el Derg no logró consolidar su poder tanto como esperaba. Irónicamente, se cree que la mayoría de las entre 30,000 y 750.000 víctimas estimadas del Qey Shibir son inocentes, y la violencia y los daños colaterales llevaron a muchos etíopes a apoyar a los grupos rebeldes. Actualmente hay muchos civiles que siguen desaparecidos y que se cree que fueron asesinados sistemáticamente por el Derg, pero aún no se sabe nada de ellos.

##### Insurgencia somalí y conflicto de Ogadén
A principios de la década de 1970, el movimiento de liberación somalí de la región de Ogadén siguió ganando impulso a partir de las bases de la insurgencia de Nasrallah, que había librado una importante revuelta entre 1963 y 1965 contra el imperio del emperador Haile Selassie. Los numerosos insurgentes veteranos y la joven intelectualidad de la región de Ogadén dentro del gobierno de Siad Barre presionaron para que Somalia apoyara la reanudación de la lucha armada durante la década de 1970.
En junio de 1977, el WSLF había logrado expulsar al ejército etíope de gran parte de Ogadén y llevarlo a los principales bastiones urbanos de Jijiga, Dire Dawa y Harar. Siad Barre decidió intensificar la guerra involucrando al ejército somalí, ya que creía que eso permitiría al WSLF seguir adelante con sus crecientes victorias y permitir la secesión completa de Ogadén. El 13 de julio de 1977, se desencadenó la Guerra de Ogadén cuando la República Democrática de Somalia invadió la región de Ogadén para ayudar al WSLF. En noviembre y al comienzo de la temporada de lluvias, el WSLF estaba listo para capturar la ciudad de Harar. Sin embargo, a principios de 1978 el gobierno etíope adquirió un nuevo arsenal de equipo soviético y, encabezado por tropas de combate cubanas, logró hacer retroceder a las fuerzas del SNA/WSLF.

### 1980´s
Durante el otoño de 1980, las ciudades y aldeas de Tigray fueron bombardeadas con napalm y munición de racimo por el régimen. Las masivas incursiones de la infantería militar en el campo resultaron en un alto número de muertes civiles. El Frente de Liberación del Pueblo de Tigray (TPLF) dominaba la mayor parte de la región, y el ejército etíope se limitaba a las principales ciudades y carreteras.
El Derg, en su intento de introducir ideales socialistas plenos, cumplió con su lema principal de "La Tierra para quien la trabaja", a la redistribución la tierra en Etiopía que alguna vez perteneció a los terratenientes a los campesinos que la cultivaban. Aunque esto se hizo parecer como una redistribución justa y equitativa, la mala administración, la corrupción y la hostilidad general al gobierno violento y severo del Derg, junto con los efectos agotadores de la guerra constante, los movimientos guerrilleros separatistas en Eritrea y Tigray, resultaron en una disminución drástica en la productividad general de alimentos y cultivos comerciales. Aunque Etiopía suele ser propensa a sequías crónicas, nadie estaba preparado para la magnitud de la sequía y la hambruna de 1983-1985 que azotó al país a mediados de los años 1980, en la que se estima que murieron entre 400.000 y 590.000 personas.

Áreas de operación de los distintos grupos insurgentes durante la guerra. El EPRDF el avance aAddis Ababa es mostrada con flechas rojas

Cientos de miles huyeron de la miseria económica, el servicio militar obligatorio y la represión política, y se fueron a vivir a países vecinos y a todo el mundo occidental, creando una comunidad de diáspora etíope por primera vez en su historia. Las insurrecciones contra el gobierno del Derg surgieron con ferocidad, particularmente en las regiones del norte de Tigray y Eritrea que buscaban la independencia y en algunas regiones de Ogadén. Cientos de miles fueron asesinados como resultado de los Qey Shibir, deportaciones forzadas. El Derg continuó sus intentos de poner fin a las rebeliones con la fuerza militar iniciando varias campañas contra los rebeldes internos y el Frente de Liberación Popular de Eritrea (EPLF), siendo las más importantes la Operación Shiraro, la Operación Lash, la Operación Estrella Roja y la Operación Adwa, que condujeron a su decisiva derrota en la Batalla de Shire del 15 al 19 de febrero de 1989, que finalmente condujo a la independencia de Eritrea. Esto marcó el fin del poder del Derg.

### 1990´s
El 28 de mayo de 1991, el gobierno de Mengistu fue derrocado por sus propios funcionarios y una coalición de fuerzas rebeldes, el Frente Democrático Revolucionario del Pueblo Etíope (EPRDF), después de que su intento de avanzar sobre la capital, Adís Abeba, tuviera éxito. Existía cierto temor de que Mengistu intentara luchar hasta el final por la capital, pero después de una intervención diplomática de los Estados Unidos, huyó a asilo en Zimbabue, donde aún reside. El régimen sólo sobrevivió otra semana después de su derrocamiento antes de que el EPRDF ingresara a la capital y capturara Addis Abeba.

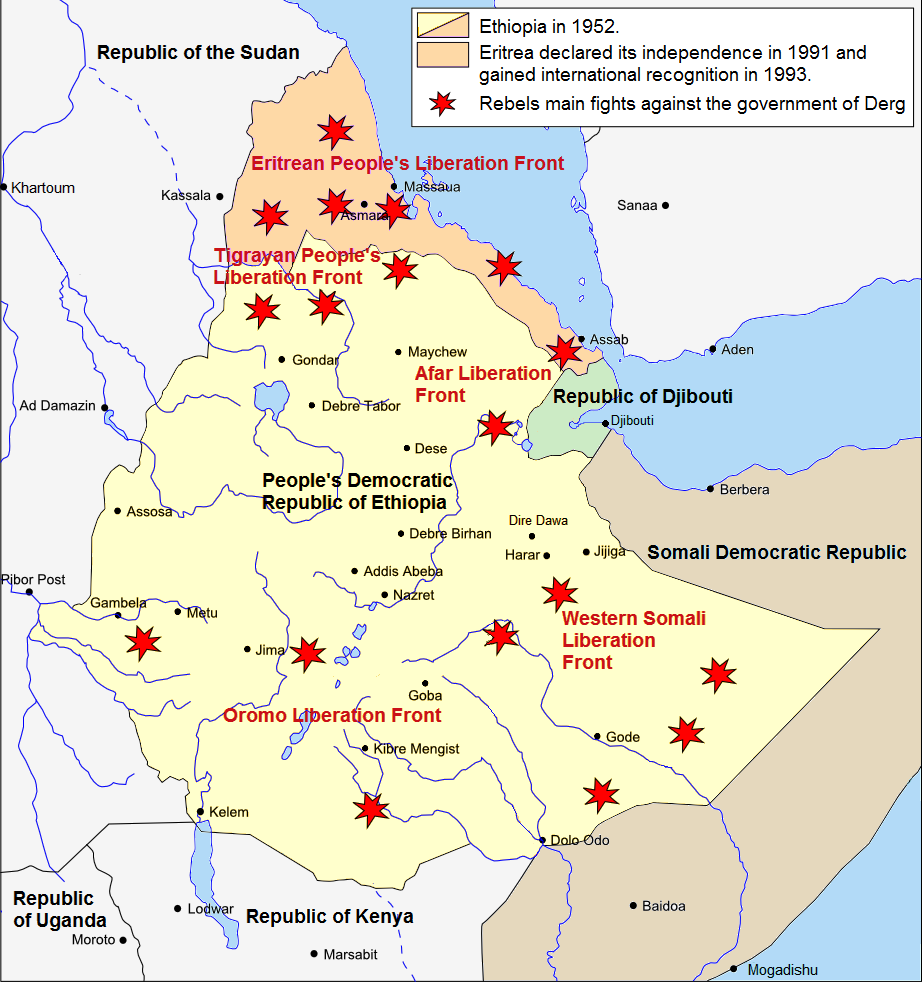
Situación militar durante la guerra civil

El EPRDF disolvió inmediatamente el Partido de los Trabajadores de Etiopía y poco después arrestó a casi todos los funcionarios más destacados del Derg que aún estaban en el país. En diciembre de 2006, 72 funcionarios del Derg fueron declarados culpables de genocidio. Treinta y cuatro personas comparecieron ante el tribunal, otras 14 murieron durante el largo proceso y 25, incluido Mengistu, fueron juzgadas en ausencia. Estos acontecimientos marcaron el fin del régimen socialista en Etiopía, que adoptó entonces una democracia federal para representar a los numerosos grupos étnicos que vivían en el país.

## Revolución campesina en Etiopía

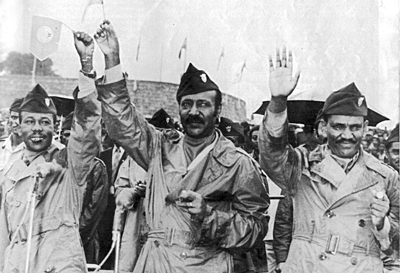
Miembros de alto rango del Derg Mengistu Haile Mariam, Tafari Benti y Atnafu Abate.

No hay mucha información detallada disponible sobre la revolución, pero el libro Revolución campesina en Etiopía de John Young proporciona información detallada sobre la revolución, por qué comenzó, cómo el Derg afectó a la nación y el papel de la población campesina en Tigray y Eritrea.

## Víctimas e impacto
La Guerra Civil Etíope dejó al menos 1,4 millones de muertos, de los cuales un millón se debió a la hambruna y el resto a la violencia y los conflictos, lo que supone un tercio de la población. También tiene impactos en la tierra y la agricultura, ya que la reversión del antiguo sistema feudal y la implementación de reformas nacionalizadas llevaron a los campesinos a perder el 75% de la producción a manos de los terratenientes.
La cubierta forestal total en la provincia de Wollo era aproximadamente el 2,2% de la superficie total en 1980, y en Tigray el 0,5%, aproximadamente un 50% de disminución desde 1960. La erosión del suelo típicamente afecta la capa superficial aproximadamente 100 toneladas por hectárea por año. La erosión podría detener la producción de cereales en 120.000 toneladas al año en la provincia de Wollo.
Durante los primeros seis años, la producción de alimentos también aumentó un 6%. La producción de cultivos disminuyó un 12,2% anual entre 1982 y 1984. Con la hambruna de 1983-1985, diez millones de personas se vieron afectadas cinco veces la sequía de 1973.

## Grupos armados
- Partido Revolucionario del Pueblo Etíope (EPRP)

Fundada en abril de 1972, fue una prominente organización marxista-leninista. Junto con el MEISON apoyaron el derrocamiento del emperador Haile Selassie I pero cambiaron de parecer con la represión de Mengistu y la falta de ideología política del Derg (la junta militar que gobernaba el país), además se volvió rival del MEISON al año siguiente. Sus fundadores eran jóvenes etíopes exiliados en Berlín. Su secretario general era Berhane Meskel Reda.
En 1976 se sublevaron militarmente, un contraataque al siguiente año les hizo huir al Monte Asimba en Agame, donde dos de sus fundadores, Tesfay Debessay y Kihshen Zeru, tenían lazos familiares importantes.
En 1977 el EPRP atacó al TPLF pero fue vencido y obligado a volver a las montañas, entre el 23 y el 28 de febrero de 1978 el TPLF luchó y tomó la fortaleza en Asimba, los sobrevivientes del EPRP tuvieron que buscar refugio con el Frente de Liberación de Eritrea (ELF), terminando por atacar Gondar desde donde continuaron enfrentándose al TPLF y el Derg hasta 1991. Pasando a ser un partido político y uniéndose a la coalición del Fuerzas Democráticas Unidas de Etiopía (UEDF), formada en 2005.
- Movimiento Socialista de Toda Etiopía (MEISON)

Organización marxista-leninista, formada por jóvenes etíopes exiliados en 1968. Liderados por Worku Ferede y Haile Fida, con gran influencia en Oromo y Welega, tras la revolución de 1974 empezó lentamente a crecer su poder e influencia. Se ganó el apoyo del Derg y con ello pudo atacar sin piedad a sus oponentes, en especial el EPRP durante el llamado Terror Rojo (1977-78), pero a partir de 1977 las relaciones con los militares empeoraron y todos sus miembros fueron expulsados del gobierno, muchos fueron asesinados, los sobrevivientes escaparon a Welega donde iniciaron sus actividades de guerrilla. Convertidos en partido político en 2005 pasó a ser parte del UEDF.
- Frente de Liberación Popular de Tigray (TPLF)

Organización socialista y social-demócrata, fue fundado en 1975 y liderado por Meles Zenawi desde 1985, presidente de Etiopía entre 1991 y 1995. Llamado previamente TNO en 1974 por jóvenes estudiantes tigray en Adís Abeba. Su objetivo principal era la formación de un estado independiente para los tigray. Su base se estableció en Dedebit, Tigray. Su primer líder, Gessesew Ayele, logró ganarse el apoyo de los jefes locales y organizar la milicia, iniciando sus ataques de guerrilla. Entre 1975 y 1980, entre 20 000 y 40 000 soldados etíopes fueron enviados a enfrentarle, unos 8000 civiles fueron asesinados y 15 000 arrestados, para 1985 unos 200 000 trigray habían sido desplazados.
Sus principales enemigos regionales fueron el Unión Democrática de Etiopía (EDU) (dirigido por Ras Mengesha Seyoum, partidario de la monarquía), el Frente de Liberación de Tigray (TLF) —dirigido por Yohannes Tekle Haymanot, que también abogaban por la independencia de Tigray— y el EPRP. Ese mismo año lograron acabar con el TLF. Con el EDU pelearon feroces batallas (Chiameskebet el 26 de septiembre de 1976 y Nebreid Addi en julio de 1976 y el 12 de marzo de 1977). El EDU fue expulsado al oeste, en la batalla de Quinat-Arbaete de noviembre de 1979 se derrotó y expulsó al EPRP.
En 1983 tomó la región de Woyane, aumentó su poder hasta que en 1991 con apoyo del FDRPE pasaron a ser gobierno tras caer el Derg.
- Frente Popular de Liberación de Eritrea (EPLF)

Fue formado en 1977, su líder histórico principal fue Issaías Afewerki e Petros Solomon, luchaba por la independencia de Eritrea, lograda tras caer el Derg.
- Frente de Liberación Oromo (FLO)

Fundado en 1973, busca la creación de un estado independiente para la etnia oromo. El grupo opera también en Kenia y Somalia y es responsabilizado de varias masacres y ataques terroristas, está activo aún en la actualidad, muchos oromos han rechazado sus actividades, en especial porque este grupo ha masacrado a muchos miembros de su etnia.
- Frente de Liberación de Somalía Occidental (WSLF)

Esta fue el resultado de la unión de las diversas guerrillas somalíes que operaban en Oromo y Harar desde 1960, en 1973 con el apoyo y financiamiento de Somalia fue fundado el WSLF por Yusuf Mohamed Dheere Sugaal, entrando en actividades importantes tras caer el emperador, aprovechando el vacío de poder se apoderó de la mayor parte de Ogaden, siendo apoyado por sus aliados del Frente de Liberación de Somalia Abo (SALF) en las provincias de Bale, Sidamo y Arsi, entonces se abogó por la unión con Somalia o la creación de un estado independiente. En 1977 el ejército somalí apoyado por los rebeldes invadió Ogaden pero fue rechazado en menos de un año. Tras la derrota del ejército somalí las tropas etíopes atacaron continuamente al WSLF tanto que para 1988 ya no realizaba acciones en Etiopía, mientras que Yusuf se había exiliado en 1989 desapareciendo así este movimiento. Una de las razones de estas derrotas fue que un grupo armado se separó del WSLF, debilitándolo aún más, y formando en 1984 el Frente para la Liberación Nacional de Ogaden (ONLF), grupo político cuyo brazo armado es el Ejército para la Liberación Nacional de Ogaden (ONLA).
- Frente para la Liberación de Eritrea (ELF)

En 1960 fue fundado por Adam Idris Muhammad y otros intelectuales exiliados en El Cairo, su brazo armado fue creado en 1960 por Hamid Idris Awate, iniciando una larga guerra de guerrillas por la independencia de Eritrea, tras lograr esto se enfrentó al gobierno de la EPLF como oposición, se reunió en 1995 en Gondar, Etiopía, donde se ha puesto de manifiesto las diferencias de opinión entre los fundadores de la FEB (Ahmed Mohammed Nasser, Hiruy Tadla Bayru) y los nuevos líderes (Siyoum Ogbamichael, Kelifah Hussein y Ammar Weldeyesus). Actualmente es parte de la Alianza Nacional Eritrea (ENA), coalición de oposición política.
- Frente de Liberación Afar (ALF)

En 1975 el Derg intento arrestar al líder de los afar, el Ras Alimirah Hanfadhe, lo que llevó a una verdadera batalla campal contra sus seguidores en Asayita. El Ras y su hijo, Hanfadhe Alimirah, tuvieron que huir al exilio. Por esto los afar se rebelaron y fueron reprimidos con dureza por el ejército. El Ras formó en Somalia al ALF, un ejército rebelde con el que invadió lideró la lucha contra el Derg además de crear un programa político democrático para el país (1976). Al año siguiente el Derg nombró a jefes locales afar leales en puestos de administración local, formando el ANLM en Gewane, debilitando el apoyo al ALF. El grupo rebelde continuó su lucha y a la caída del Derg se convirtió en el principal partido político de la región.
- Unión Democrática de Etiopía (EDU)

Fue fundada por partidarios del Ras de Tigray, Mengesha Seyoum, deseando restablecer la monarquía nacional, en 1974. Hasta 1976 logró expandir su poder por gran parte de Tigray hasta que entre ese año (1976) y el siguiente (1977) fue vencido por el TPLF y expulsado a la zona fronteriza con Sudán, su falta de ideología política clara llevó a la pérdida de muchos de sus partidarios. En 1991 se transformó en el Partido de la Unidad Democrática de Etiopía (EDUP).
- Frente para la Liberación Nacional de Ogaden (ONLF)

Fue fundado en 1984 por Abdirahman Mahdi —líder del Movimiento de Liberación de Somalia Occidental Unión de la Juventud (WSLMYU)—, Abdi Ibrahim Ghehleh —líder del Frente de Liberación de Somalia Occidental-Sindicato (WSLF-S)— y exmiembros del WSLF. Nombraron como comandante a Mohamed Sirad Dolal, durante los años 1980 el ONLF fue reclutando miembros del WSLF hasta reemplazarlo y convertirse en la principal guerrilla de la región. Tras la caída del Derg en 1991 después participó en las elecciones legislativas y regionales pero con la militarización de la zona por el conflicto en la vecina Somalia en 1995 se reinicio su guerra de guerrillas. Tras morir Sirad Mohammed Omar Osman en 1998 fue elegido Secretario General del ONLF. Con la guerra en Somalia desde 2006 la llegada de nuevas tropas etíopes a la región han hecho decaer bastante sus actividades que duran hasta la actualidad.
- Frente Islámico para la Liberación de Oromia (IFLO)

Fue fundado en 1985, su comandante es el Jeque Abdulkarim Ibrahim Hamid también conocido como Jaarra Abbaa Gadaa. Actúa en el este de Etiopía, en la zona de Jijiga, territorio que se tomó en 1991. Tras lo que se convirtió en un grupo político. En 2005 cambió su nombre por Frente Democrático Independiente Oromia (FIDO). En 1992 milicianos rivales del Frente del Pueblo Etíope de la Revolución Democrática (EPRDF) de Meles Zenawi (grupo político creado en 1989) asesinaron a dos líderes del grupo. Los mayores enfrentamientos se realizaron entre 1993 y 1995 en los que murieron decenas de personas y varios cabecillas de ambos grupos fueron asesinados además de boicotearse mutuamente las campañas electorales, sobre todo por parte del EPRDF.
- Frente Democrático Revolucionario del Pueblo Etíope (EPRDF)

En 1989 se organizaron bajo la dirección de Meles Zenawi la Organización Democrática del Pueblo de Oromo (OPDO) (fundado por Alemayehu Atomsa en 1989), el Movimiento Democrático Nacional de Amhara (ANDM), fundado por Addisu Legesse en 1982, y el TPLF. Una ofensiva conjunta se realizó desde Tigray, región desde donde operaban, el 23 de mayo de 1991, su objetivo era la capital, Addis Adeba y derribar al gobierno, lo cumplieron el día 27 dando por finalizada la guerra civil, tras esto se instaló un gobierno de transición que llamó a elecciones generales y empezó a imponer el orden respetando cierta autonomía federalista. En 1992 se le agregaron los Pueblos del Sur de Etiopía de los Pueblos de Oromo Frente Democrático (SEPDF), grupo político recién formado.